# Nora Wilhelm

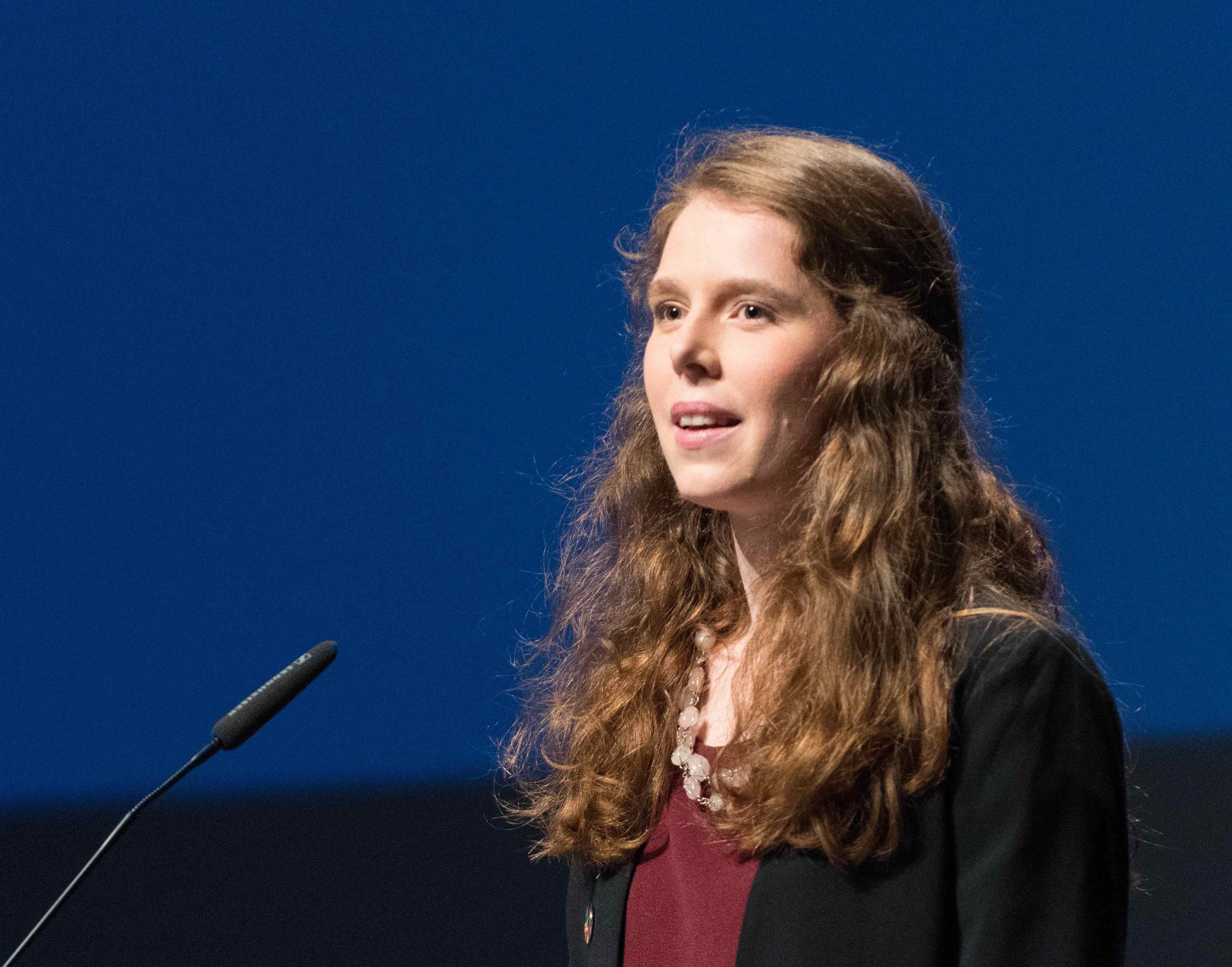
Nora Wilhelm (2019)

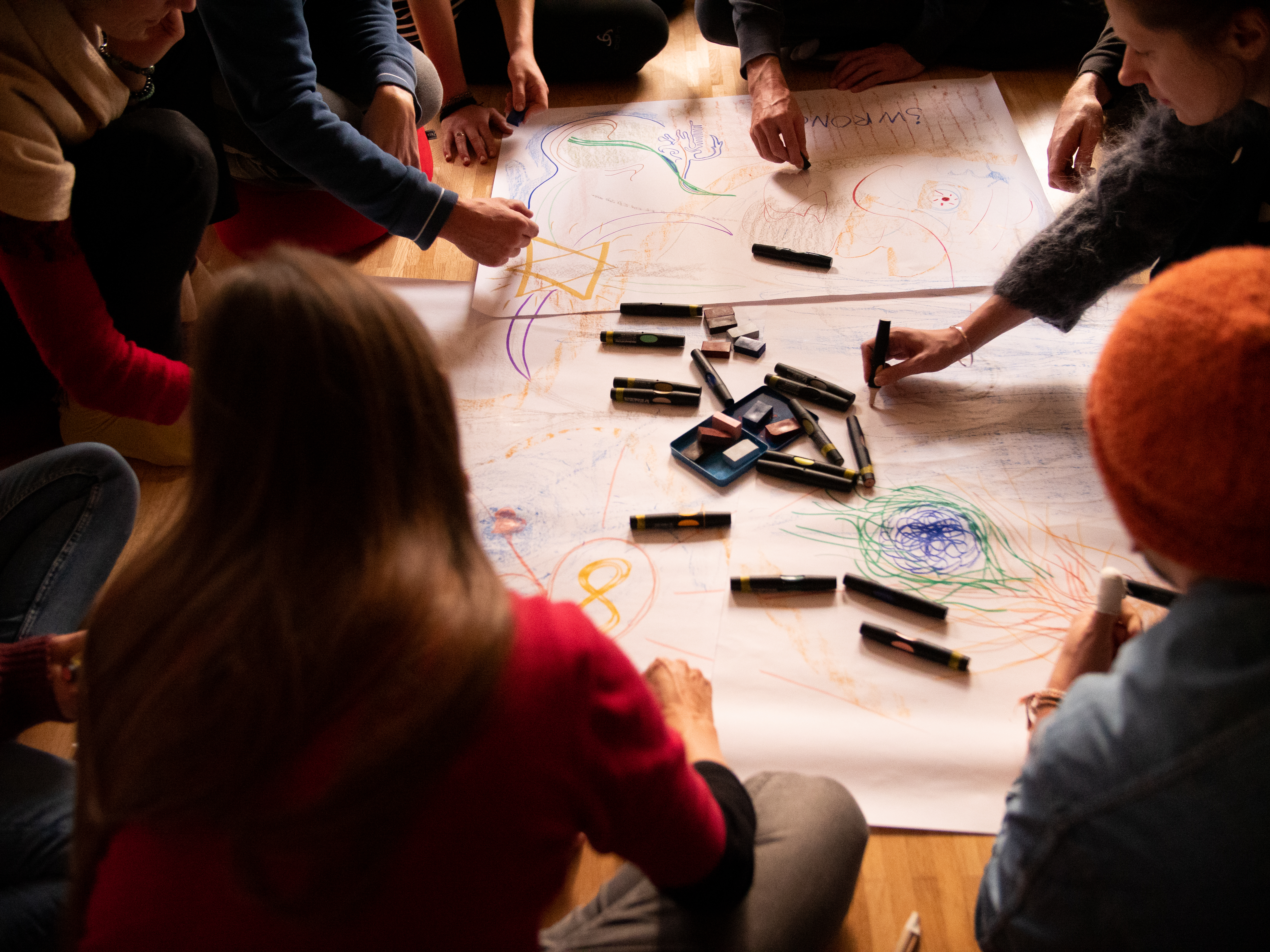
New ways of collaboration

Nora Wilhelm (* 25. Mai 1993 in Aarau) ist eine Schweizer Aktivistin und Social Entrepreneur für die Ziele der Agenda 2030. Sie ist Mitbegründerin der Initiative «collaboratio helvetica» und wurde von der UNESCO als Young Leader ausgezeichnet.

## Biografie
Nora Wilhelm absolvierte die Schulzeit in Meyrin und wurde früh durch die internationale Ausstrahlung von Genf geprägt. In ihrer Jugend nahm sie neben ihrer Tätigkeit als Aktivistin, Freiwillige und Praktikantin für Entwicklungs-NGOs an zahlreichen UN-Jugendkonferenzen teil und engagierte sich im Europäischen Jugendparlament (EJP). Sie präsidierte 2014–2016 das EJP Schweiz und übernahm dann die Projektleitung einer Internationalen Session (Laax 2016), welche Jugendliche aus Europa unter der Schirmherrschaft des Bundesrates Didier Burkhalter zusammenbrachte. Als Millennial kritisiert sie die Politik der Symptombekämpfung und die mangelnde Auseinandersetzung mit den Grundursachen der gesellschaftlichen Herausforderungen unserer Zeit. Sie plädiert für stärkeres Systemdenken nach Otto Scharmer, Donella Meadows, Peter Senge etc.
Sie hat Internationale Beziehungen an der Universität St. Gallen studiert und absolviert einen Master in Sozialer Innovation an der Universität Cambridge. Sie wohnt in Bern (Stand 2020).

## Wirkung
Als Co-Gründerin und Catalyst von «collaboratio helvetica» vernetzt sie seit 2017 Aktivistinnen und Aktivisten, die die 17 Ziele der Agenda 2030 für nachhaltige Entwicklung (SDGs) der Vereinten Nationen (UN) in der Schweiz voranbringen. Durch verschiedene Zusammenarbeitsformen und durch soziale Innovation wollen sie einen systemischen Wandel zu mehr ökologischer Nachhaltigkeit, Menschlichkeit und Gemeinwohl in der Schweiz anstossen. Nora Wilhelm tritt als Catalyst, Facilitator und Speaker an Hochschulen und an Veranstaltungen des öffentlichen sowie des privatwirtschaftlichen Sektors auf.  
- Zum Auftakt der SDG-Ringvorlesung der ETH Zürich war Nora Wilhelm als Keynote-Speakerin[5] dabei
- Die Direktion für Entwicklung und Zusammenarbeit (DEZA) lud sie als Keynote-Spekerin an die Jahreskonferenz der Schweizer Entwicklungszusammenarbeit 2019[6][7] ein
- Am TEDx Luzern machte sie mit ihrer Rede «The Hidden Variable of Societal Transformation»[8] auf sich aufmerksam

## Auszeichnungen
Die Jury von Forbes 30 under 30 setzte Nora Wilhelm 2020 auf die Liste der 30 Schweizer Persönlichkeiten unter 30. Sie zeichnet Persönlichkeiten aus, die mit unternehmerischem Denken und innovativen Ideen die Probleme der Zeit angehen.
Nora Wilhelm ist eine von 35 Finalistinnen für den «Young Champions of the Earth» Preis 2020, welcher durch das Umweltprogramm der Vereinten Nationen (UNEP) verliehen wird.
Die Junior Chamber International (JCI) Switzerland würdigte Nora Wilhelm 2019 für ihren außergewöhnlichen Einsatz in der Kategorie Umwelt und Ethik.
Im Jahr 2018 wurde Nora Wilhelm von der International Youth Foundation als eine von 20 Young Global Leaders ausgezeichnet, welche die Ziele der Agenda 2030 mit Nachdruck verfolgen und Veränderungen bewirken. Das Eidgenössische Departement für auswärtige Angelegenheiten (EDA) hatte sie zuvor nominiert.

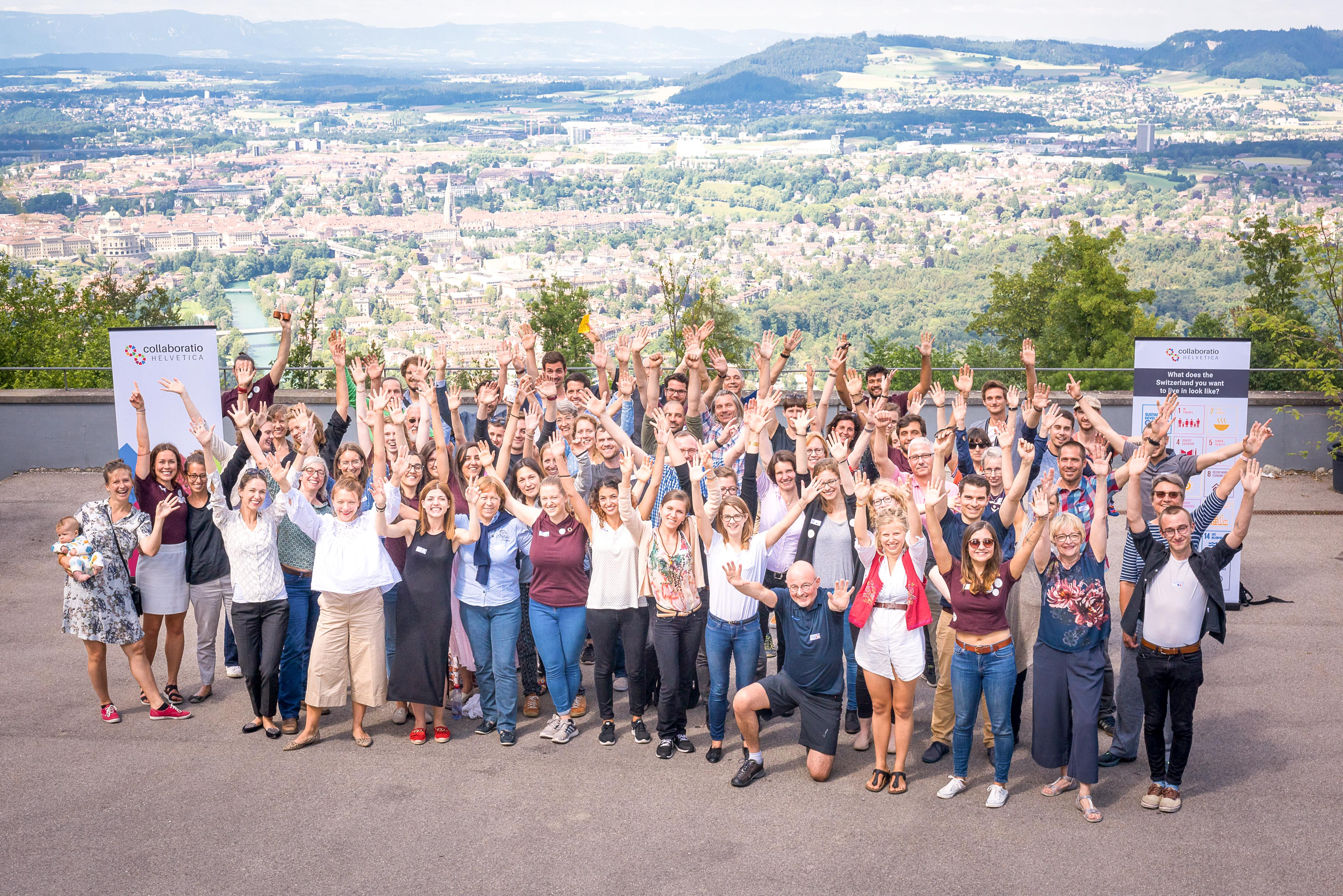
collaboratio helvetica Community

2018 zeichnete die Zeitschrift annabelle Nora Wilhelm als eine von 80 Schweizer Macherinnen aus.